# Hans von Freden

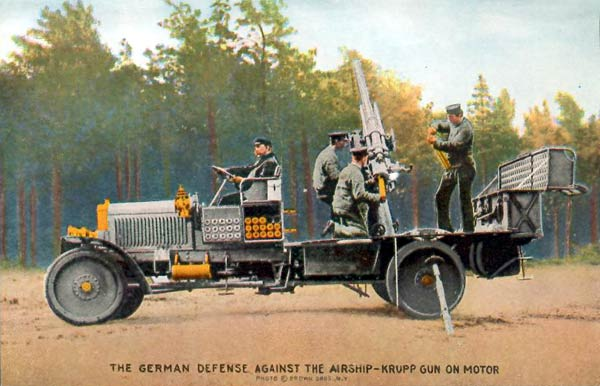
Niemieckie samojezdne działo przeciwlotnicze Flakzug

Hans von Freden (ur. 18 marca 1892 w Berlinie, zm. 30 października 1919 w Szczecinie) – as lotnictwa niemieckiego Luftstreitkräfte z 19 potwierdzonymi zwycięstwami w I wojnie światowej. Należał do zaszczytnego grona Balloon Buster z 9 zestrzelonymi balonami obserwacyjnymi.

## Życiorys
Zgłosił się do wojska z momentem wybuchu wojny. Został przydzielony do 18 Pułku Artylerii Polowej i od 19 października brał udział w walkach. W 1915 roku został promowany na wachmistrza. Od stycznia 1915 roku dowodził wozem bojowym z działkiem przeciwlotniczym Flakzug 64. Później został przeniesiony na stanowisko dowódcy Flakzug 26.  W 1916 roku przeszedł szkolenie jako obserwator w Feldflieger-Abteilung 48, po którym od początku sierpnia 1916 roku został przydzielony do FFA 10. W jednostce służył 10 miesięcy. W czerwcu 1917 roku został skierowany na kurs pilotażu. W końcu listopada 1917 roku został skierowany do Jagdstaffel 1 na front włoski. Pierwsze zwycięstwo odniósł dopiero w styczniu 1918 roku. 8 marca mając na koncie trzy zwycięstwa został przeniesiony do Jagdstaffel 72 na front zachodni. Po powrocie swojej macierzystej jednostki na front zachodni von Freden dołączył do niej 26 marca. 11 czerwca został przeniesiony do Jagdstaffel 50 na stanowisko jej dowódcy eskadry. Obowiązki swe pełnił do końca wojny osiągając łącznie 20 potwierdzonych zwycięstw.
Po zakończeniu wojny pozostał w lotnictwie. Przeżywszy ponad cztery lata na wielu frontach I wojny światowej, zmarł 30 października 1919 roku w wyniku zachorowania na grypę tzw. hiszpankę.
Był nominowany do najwyższego odznaczenia pruskiego, Pour le Mérite, jednak upadek Cesarstwa Niemieckiego uniemożliwił mu jego nadanie.

## Odznaczenia
- Królewski Order Rodu Hohenzollernów
- Krzyż Żelazny I Klasy
- Krzyż Żelazny II Klasy